# 乳腺佩吉特病
乳腺佩吉特病（Paget's disease of the breast）是一种侵犯乳头及其周围皮肤的癌症 。其它譯名還有乳腺柏哲氏症或乳腺帕奇得氏症。典型表现与皮膚炎相似，乳头部位出现红色区域，边界清晰。也可能出現脱屑、结痂、皮肤增厚、乳頭分泌物或小水泡等症狀 。经常合併瘙痒或疼痛 。它的大小通常会随着时间而擴大。以佩吉特（Paget）命名是為了紀念1874年，詹姆斯·佩吉特爵士首次描述這個疾病。
几乎所有病因都是潜藏的癌症，可能是乳腺導管原位癌或浸润性乳癌 。危险因子包括家族史、肥胖和饮酒。一般认为是癌细胞透过乳腺管传播至皮肤所致。活體組織檢查发现佩吉特细胞即可确诊 。醫學影像可用于寻找潜藏的癌症及確定疾病的影響範圍。
通常以手术治疗，即乳房腫瘤切除手術或乳房切除术。其他治疗可能包括放射治療、激素療法和化学疗法。若及早治疗，效果很好；然而，延遲诊断的情况也很常见 。在美国， 五年存活率約为 83%；不过，具体存活率會因診斷時的癌症分期而异。
乳腺佩吉特病并不常见，占乳腺癌患者中的 1% 至 4%。通常在50多岁或60多岁女性更年期后發病，但可影發病的年齡其實更廣 。很少在男性發生。